# Mediana de Voltoya
Mediana de Voltoya è un comune spagnolo di 113 abitanti situato nella comunità autonoma di Castiglia e León.